# Elspe Festival
Das Elspe Festival ist einer der größten und meistbesuchten Show- und Festivalparks Europas. Das rund 120.000 m² große Gelände liegt im sauerländischen Elspe, einem Ortsteil der Stadt Lennestadt im Kreis Olpe (Nordrhein-Westfalen). Mit seinen Karl-May-Festspielen zieht das Elspe Festival jährlich rund 180.000 Besucher an. In der über 50-jährigen Tradition des Unternehmens haben insgesamt mehr als 12½ Millionen Zuschauer die verschiedenen Veranstaltungen besucht. Im Jahr 2011 wurden die Karl-May-Festspiele von Zuschauern des WDR auf Platz 9 der beliebtesten Ausflugsziele in NRW gewählt.
Neben der Naturbühne, auf der im Rahmen der Karl-May-Festspiele rund 60 Schauspieler und bis zu 40 Pferde auftreten, verfügt das Gelände über eine Festival-Halle und mehrere Locations im Western-Stil mit Gastronomie. Seit 1957 hat es jährlich eine Inszenierung auf der Freilichtbühne in Elspe gegeben. Die Saison 2020 fiel aufgrund der Corona-Pandemie aus. Die Inszenierung von „Der Ölprinz“ im Jahr 2021 konnte im Rahmen eines Modellprojektes verspätet stattfinden.

## Geschichte

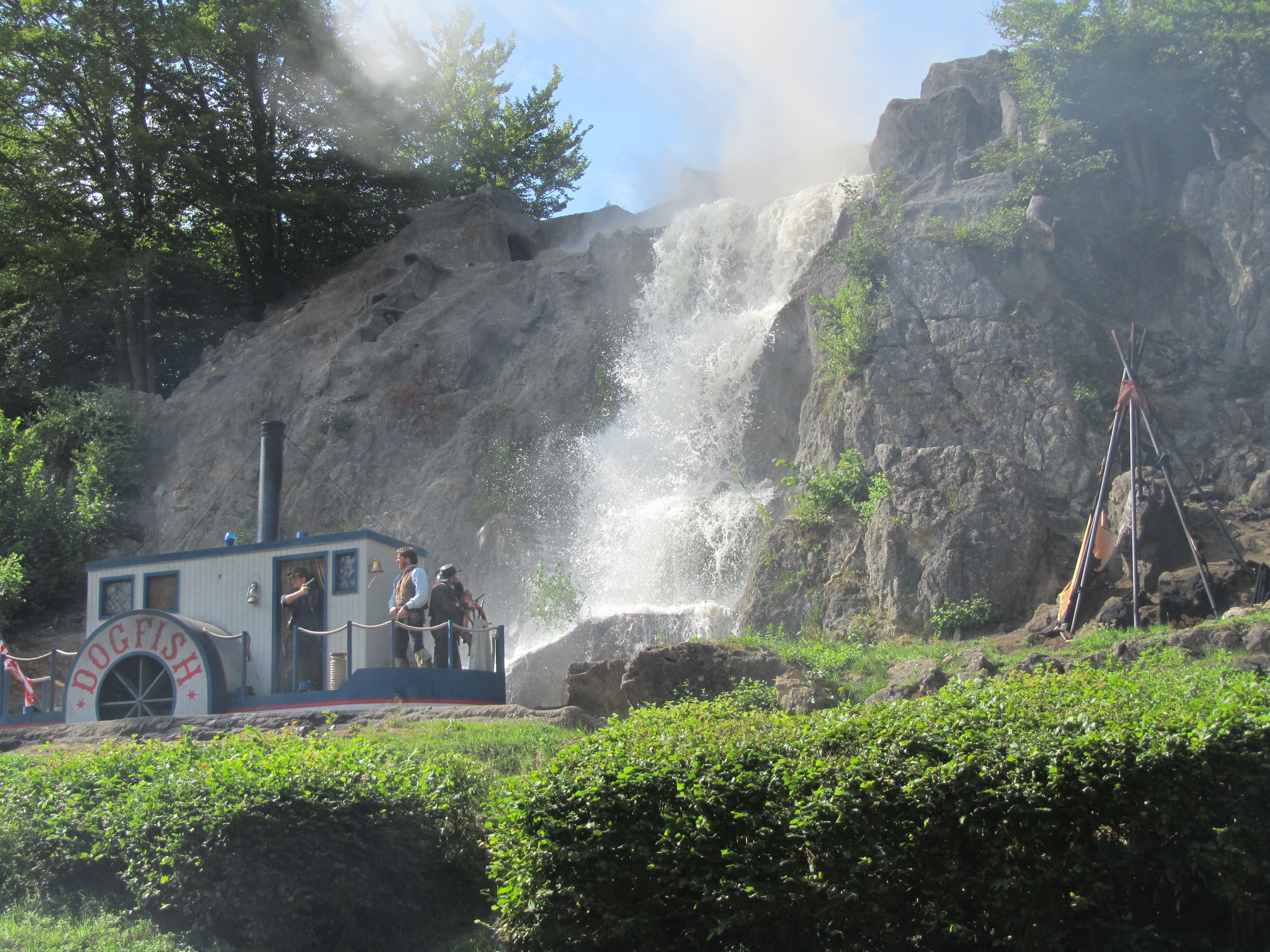
Szene mit Dampfschiff und Wasserfall aus der Aufführung von „Der Schatz im Silbersee“ (2015)

Die Freilichtbühne Elspe entwickelte sich nach dem Zweiten Weltkrieg aus dem Elsper Theaterverein. Zunächst wurden von der 1950 gegründeten Naturbühne Elspe e. V. verschiedene Werke wie Wilhelm Tell und die Die Nibelungen vor rund 8000 Zuschauern pro Saison gespielt. 1958 wurde mit Winnetou zum ersten Mal ein Stück nach den Werken von Karl May aufgeführt, und die Zuschauerzahlen verdoppelten sich auf rund 19.000. Seit 1964, als Hadschi Halef Omar gespielt wurde, steht ausschließlich Karl May auf dem Programm der Bühne.
Im November 1974 wurde der eingetragene Verein Naturbühne Elspe e. V. in die Western Country GmbH umgewandelt und erstmals die Zuschauermarke von 100.000 überschritten. Geschäftsführer wurde Jochen Bludau, der bei der ersten Winnetou-Inszenierung 1958 die Titelfigur verkörpert hatte und später über viele Jahre als Old Shatterhand in Erscheinung trat. Von 1974 bis 1994 trat das Ensemble der Karl-May-Festspiele alljährlich bei Gastspielen auf der Freilichtbühne Blauer See in Ratingen auf.
1975 wurde ein originalgetreuer Western-Saloon und die heute noch eingesetzte Western-Eisenbahn gebaut. Die Tribünen wurden von 2000 auf 4400 Sitzplätze erweitert.
Die Karl-May-Festspiele Elspe steigerten ihren Bekanntheitsgrad 1976 enorm durch die Verpflichtung von Pierre Brice. Gleichzeitig wurde das Programmangebot ausgeweitet und Reitershows, Marionettentheater und indianische Folklore angeboten.
1978 wurden alle Sitzplätze des Zuschauerraums überdacht, die Konstruktion des Daches ist dem Olympiastadion München nachempfunden. Der Vorteil dieser Konstruktion ist, dass keine Pfeiler die Zuschauersicht versperren. 2015 wurde die Membran für rund 890.000 Euro vollständig erneuert.
Von 1978 bis 1980 und dann noch einmal 1983 gastierte das Ensemble der Karl-May-Festspiele in der Wiener Stadthalle. Ebenfalls 1982 drehte Lisa-Film in Elspe wesentliche Teile des Films Ein dicker Hund mit Helga Feddersen, Tommi Ohrner, Anja Schüte und vielen anderen. Fernsehspots für Jürgen von der Lippe, Rudi Carrell, Dieter Hallervorden wurden im Laufe der Jahre in Elspe oder an anderen Drehorten mit dem Elspe-Ensemble gedreht.
1989 wurde den Karl-May-Festspielen ein Rahmenprogramm aus Musik- und Akrobatikshows gegeben und das Gesamtangebot unter dem Begriff Elspe Festival vorgestellt. Ein großes Zelt ermöglichte es, auch Shows im Vorprogramm zu präsentieren. Im Premierenjahr gastieren die Golden Dragon Acrobats aus China sowie die Tanz- und Gesangsgruppe Dance to the Music aus Las Vegas.
Auf dem Gelände wurde 1992 ein Gastronomiebereich aus verschiedenen Erlebnisrestaurants erbaut, dafür musste der Abenteuerspielplatz (Holzfort) weichen. Seit 2018 gab es im Bereich der Restaurants wieder einen Kinderspielplatz.
Der Kinofilm Texas – Doc Snyder hält die Welt in Atem mit Helge Schneider in der Titelrolle wurde 1993 komplett in Elspe gedreht. Sämtliche Stunts wurden von Elspe-Darstellern ausgeführt. Helmut Körschgen, einer der Protagonisten in Helge Schneiders Filmen, war bis dahin Parkwächter bei den Karl-May-Festspielen und wurde von Helge persönlich „entdeckt“.

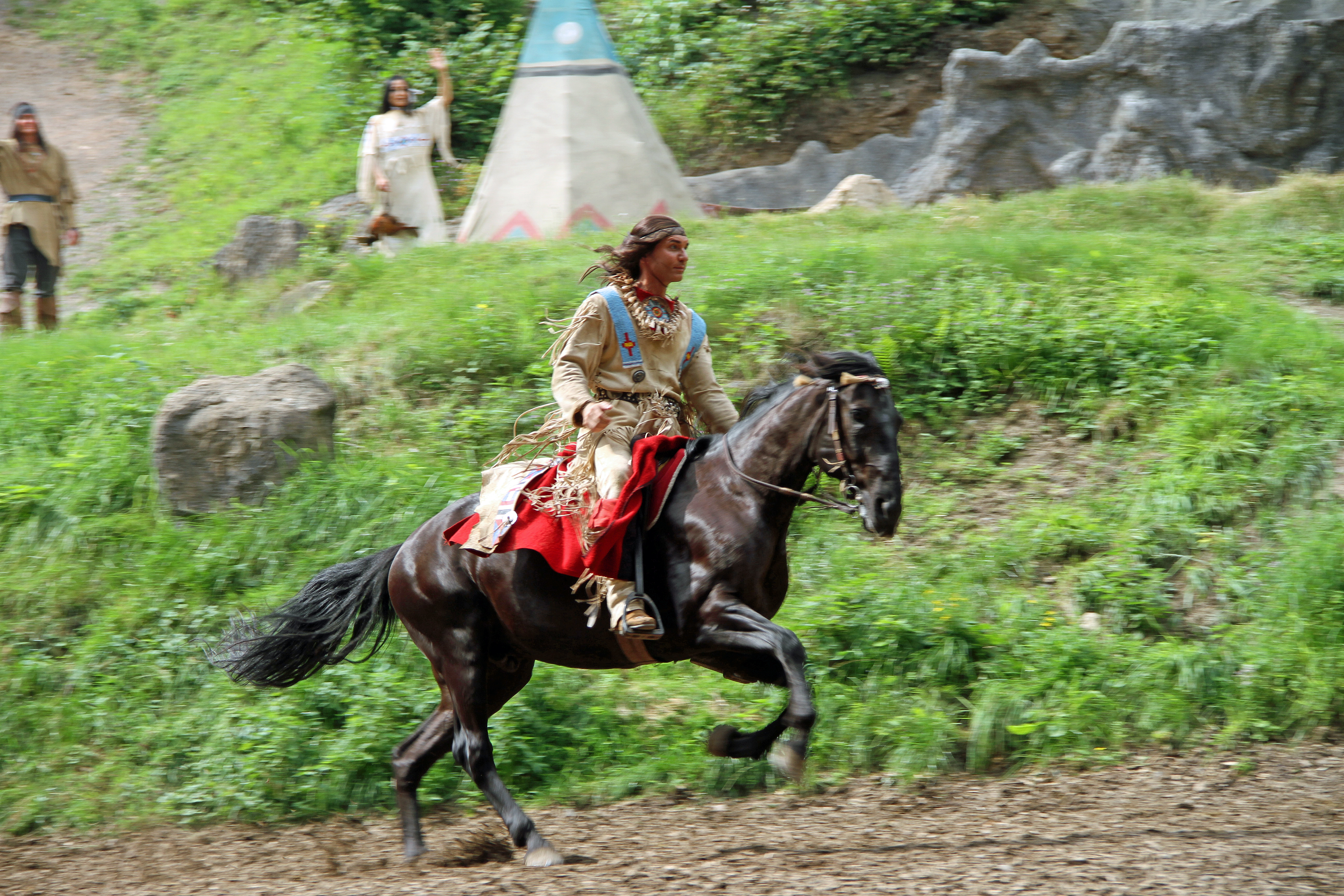
Jean-Marc Birkholz spielt seit mehr als zehn Spielzeiten den Winnetou beim Elspe Festival

Das Unternehmen wurde 2011 von Western Country GmbH in Elspe Festival GmbH umbenannt. Von Mai 2011 bis zum 31. Dezember 2014 war Oliver Bludau Geschäftsführer. Ihm folgte sein Vater Jochen Bludau, der über Jahrzehnte bereits Geschäftsführer war und auch als Regisseur fungierte. Auch als Old-Shatterhand-Darsteller zog sich Oliver Bludau zurück. Die Rolle übernahm Kai Noll, der sie schon von 2005 bis 2007 gespielt hatte. Den Winnetou spielt seit 2012 Jean-Marc Birkholz. Er löste Benjamin Armbruster ab, der in 24 Spielzeiten den Apachen-Häuptling verkörperte und dem Festival als Co-Regisseur verbunden blieb. Seit dem 1. Januar 2020 leitet Philipp Aßhoff als Geschäftsführer die Geschicke beim Elspe Festival.
Anstelle der für 2020 geplanten Inszenierung von „Der Ölprinz“, die wegen des Verbots von Großveranstaltungen im Zuge der Corona-Pandemie abgesagt wurde, veranstaltete das Elspe Festival an fünf Wochenenden ein Ersatzprogramm mit einem Blick hinter die Kulissen, das von insgesamt 4500 Zuschauern besucht wurde.

## Programm

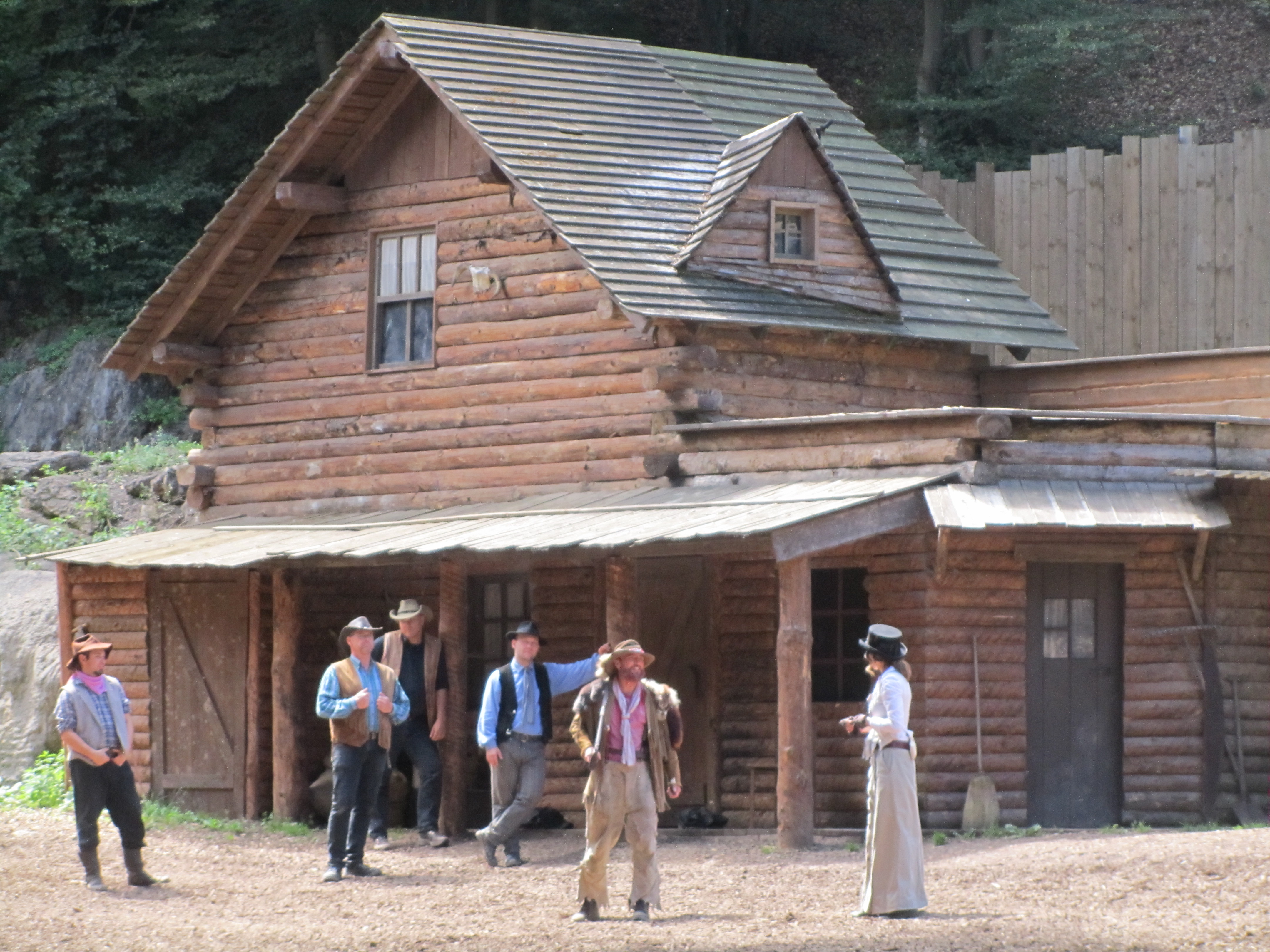
Szene vor dem Saloon aus der Aufführung von „Der Schatz im Silbersee“ (2015)

In den Sommermonaten Juni bis September werden seit 1958 die Karl-May-Festspiele aufgeführt. In der Wintersaison zeigt das Elspe Festival seit etwa 1990 eine 4-Gang-Dinnershow mit jährlich wechselnden Vorstellungen. Außerhalb der Karl-May-Saison im Frühjahr und im Herbst finden Konzerte und andere Veranstaltungen statt.

### Karl-May-Festspiele
In regelmäßigem Turnus werden seit 1958 acht Stücke Karl Mays auf einer Freilichtbühne aufgeführt:
| - Winnetou I - Winnetou II - Winnetou III | - Der Ölprinz - Unter Geiern - Der Schatz im Silbersee | - Im Tal des Todes - Halbblut |

Die Textbücher – frei nach Karl May – schrieb Jochen Bludau, der von 1994 bis zu seinem Tod Anfang März 2023 auch Regie führte. Zuvor war von 1973 bis 1994 der Aachener Theaterintendant Karl-Heinz Walther als Regisseur verantwortlich. Die Dialogregie liegt in den Händen von Benjamin Armbruster vom Theater Bielefeld (2022).
Traten in den 1960er Jahren noch hauptsächlich Laiendarsteller aus der Region auf der Bühne auf, so wurden die Karl-May-Festspiele mit dem Engagement von Pierre Brice, der von 1976 bis 1986 den Winnetou in Elspe spielte, zu einem professionellen Theaterunternehmen. Heute sind für eine Produktion rund 80 Personen engagiert, davon etwa 25 professionelle Schauspieler und Reiter. Dazu kommen weitere 35 Statisten und rund 20 Personen, die hinter der Bühne für Pyrotechnik, Ton, Licht und Tiere zuständig sind. Außerdem besitzt das Elspe Festival 40 eigene Pferde.

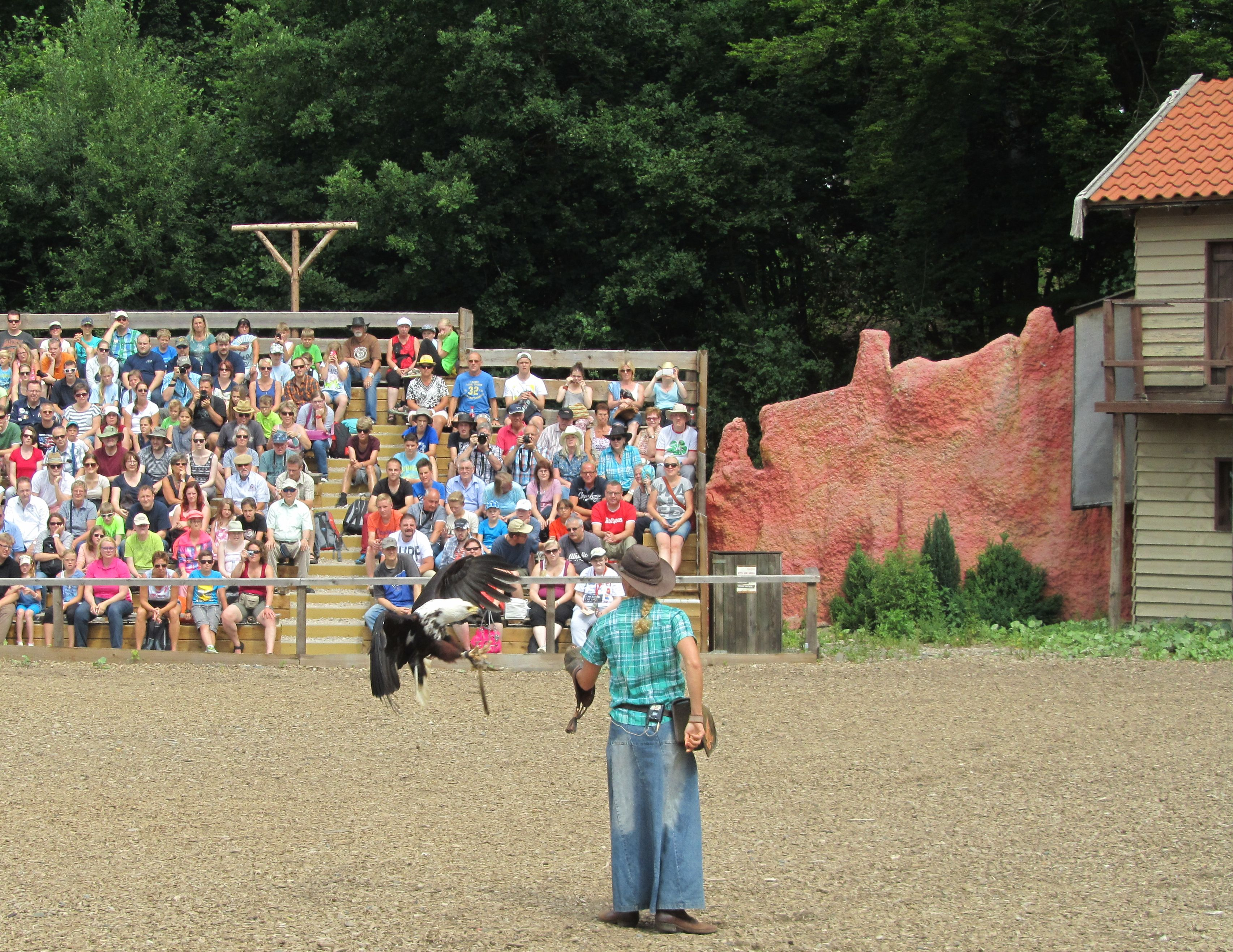
Greifvogel-Show

Seit 1989 bieten die Karl-May-Festspiele ein Ganztagsprogramm an. Vor dem Hauptstück kann der Zuschauer drei Shows im Rahmenprogramm besuchen, im Jahr 2012 beispielsweise ein Rodeo, eine Stunt- und Pyrotechnikshow und eine Musicalshow. Seit der Spielsaison 2017 wird das Rahmenprogramm durch eine zusätzliche Greifvogelshow ergänzt.

### Dinnershow
Etwa seit 1990 produziert das Elspe Festival alljährlich eine eigene 4-Gang-Menu-Dinnershow, die in der Vorweihnachtszeit in der Elspe-Festival-Halle aufgeführt wird. Vor der Kulisse präsentiert das 60-köpfige Dinnershow-Team die jeweilige Produktion, die meist mit Action, Humor und Musik inszeniert ist.

### Konzerte und Events
Nachdem das Elspe Festival in den 1980er und 1990er Jahren als Konzertstätte an Bedeutung gewann – es spielten dort unter anderem Udo Jürgens, Spliff, Jethro Tull, Procol Harum, die Prinzen, die Schürzenjäger und BAP – ist es um die Jahrtausendwende in diesem Bereich ruhiger geworden. 2012 knüpfte das Elspe Festival mit einem A-cappella-Festival und den Auftritten der Schürzenjäger und diverser Rock- und Country-Bands an alte Zeiten im Konzertbereich an. Im Rahmen der Konzertreihe Indian Summer traten im Spätsommer 2020 unter anderem Milow, Gentleman und Helge Schneider auf der Bühne des Elspe Festivals auf.

### Mietung für Tagungen und Feiern
Das Elspe-Festival-Gelände kann außerhalb der Vorstellungen ganzjährig für die Durchführung geschäftlicher oder privater Veranstaltungen wie Konferenzen, Seminare und Produktpräsentationen, Betriebsausflüge, Firmen- oder Privatfeiern gemietet werden. Das Festival bietet an, Veranstaltungen von 10 bis zu 4000 Gästen durchzuführen. Für Tagungen stehen Tagungsräume für bis zu 1300 Tagungsteilnehmer zur Verfügung.

## Locations

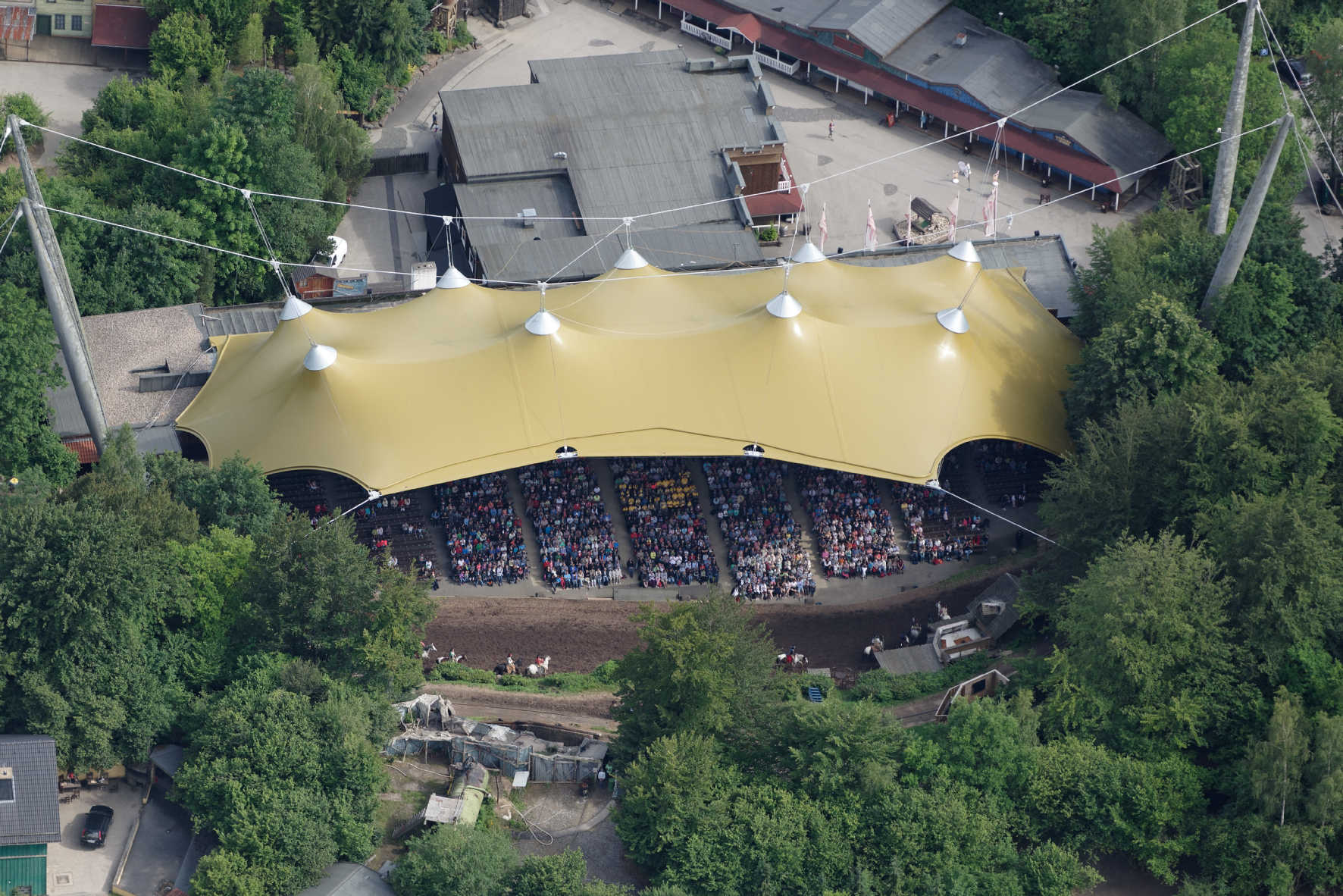
Tribüne beim Elspe Festival während einer Vorstellung aus dem Flugzeug gesehen

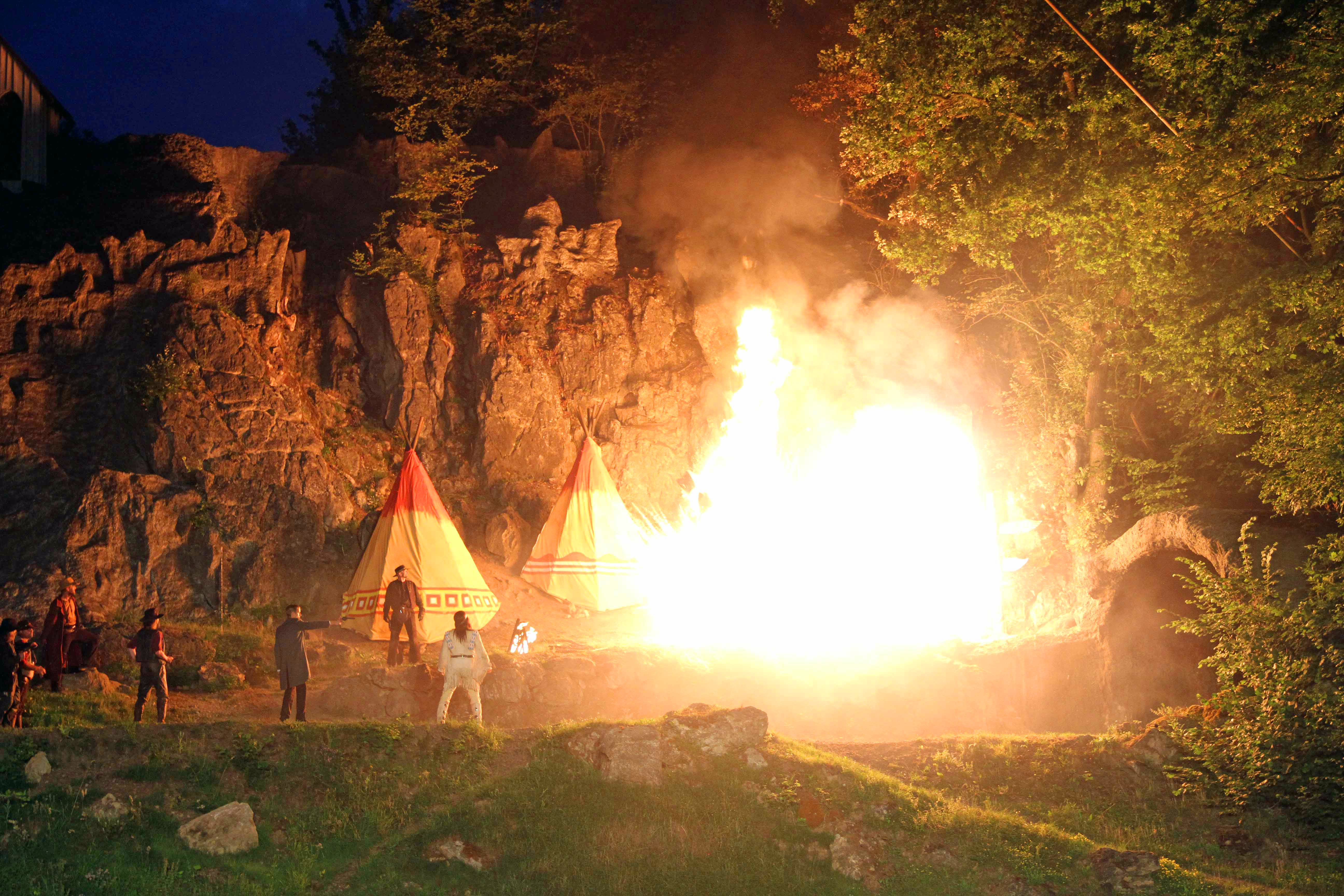
Abendaufführung von Winnetou III im Jahr 2019

### Naturbühne / Freilichtbühne
Herzstück im insgesamt mehr als 120.000 m² großen Außengelände ist die Naturbühne mit ihrem komplett überdachten Zuschauerraum. Sie erstreckt sich auf 96 m Breite, 34 m Tiefe und einem Höhenunterschied von 25 m. Die natürlichen Gegebenheiten bieten Kalksandsteinfelsen, Heidegras und Wacholderbüsche. Außerdem werden je nach aufgeführtem Stück ein Saloon, ein Indianerdorf, die Eisenbahn, ein Fort, ein Wasserfall, ein Ölbohrturm oder andere Anlagen aufgebaut.
Die Tonanlage besteht aus einer Mikrofonanlage mit 24 drahtlosen Mikrofonen, die in der Tonregie mit Musiken und Geräuschen abgemischt werden können. Die Beschallungsanlage wurde 2014 erneuert und durch ein modernes Line Array System in Left/Center/Right-Anordnung ersetzt. Für die vorderen Plätze kommen außerdem Nahfeldlautsprecher zum Einsatz, die in das Erscheinungsbild der Bühne integriert sind. Als Subwoofer wurden sechs 15″-Tieftöner für die Zuschauer nicht sichtbar verbaut. So können die Schauspieler auf allen Plätzen gleich gut verstanden werden. Zum Verständnis auf der Bühne wurden acht wetterfeste Monitorlautsprecher installiert.
Bei Abendvorstellungen, die viermal jährlich auf dem Programm stehen, wird die Bühne mit bis zu 54 Scheinwerfern ausgeleuchtet, die eine Gesamtleistung von 80.000 Watt haben.
Der Zuschauerraum ist 96 m breit und bis zu 38 m tief. Er bietet ca. 4000 Sitzplätze oder etwa 6000 Stehplätze. Er ist mit einer pfeilerfreien Gesamtüberdachung aus Textilmembranen ausgestattet, die an vier 37 m hohen Pylonen aufgehängt ist. Die überdachte Fläche beträgt etwa 3.700 m². Das Dach erinnert an die Dachkonstruktion des Münchner Olympiastadions, weil beide Dächer von Architekt Günter Behnisch konstruiert wurden. Durch die Überdachung sind die Zuschauer weniger von Witterungseinflüssen betroffen.
Das Gelände des Festivals grenzt im Norden direkt ans Naturschutzgebiet Melbecke und Rübenkamp.

### Elspe-Festival-Halle

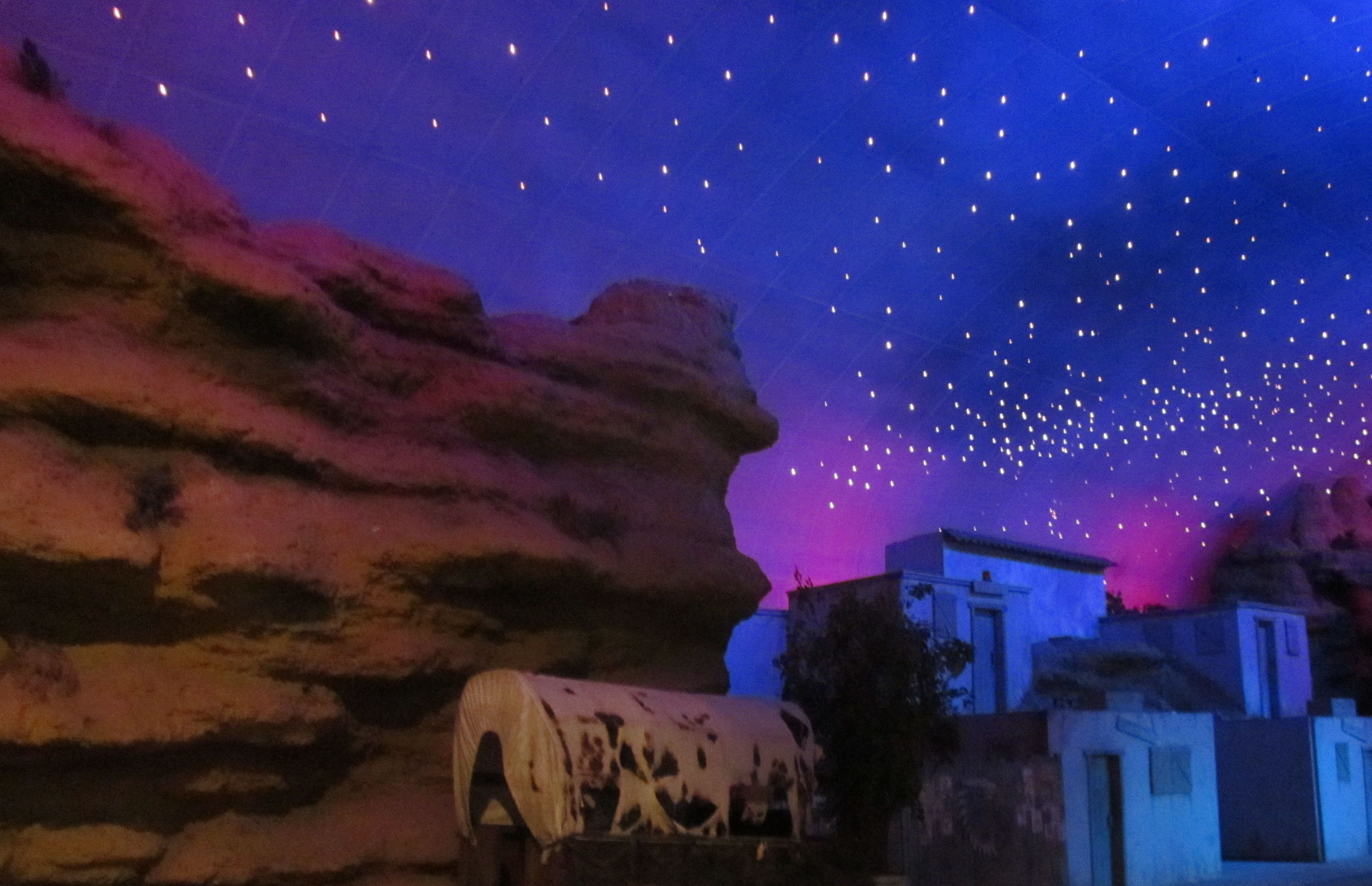
Elspe-Festival-Halle

1994 wurde die 7 Millionen DM teure Elspe-Festival-Halle eingeweiht, sie ersetzte das bis dahin genutzte Showzelt. Die Halle ist 60 m breit, 40 m tief, 16½ m hoch und voll klimatisiert. Die Vorprogramme zogen in den neuen Veranstaltungsort um. Weihnachtsmärchen und Dinnershows wurden als neues Angebot aufgenommen. Die Bühnenlandschaft ist dem Grand Canyon nachempfunden und besteht aus Sandsteinputz geformten Felsen mit einer Höhe von bis zu 12½ m. Für die Halle musste ein Teil der Eisenbahn weichen, so dass diese inzwischen keine Rundfahrt mehr durchführen kann, sondern nur hin und zurück über die Freilichtbühne fährt.
An Bühnentechnik steht ein acht Meter hoher und vier Meter breiter künstlicher Wasserfall zur Verfügung, der mit 6000 Litern Wasser pro Minute betrieben wird. Ferner gibt es drei Schneekanonen, eine Stickstoff-Bodennebelanlage, eine 60 m breite Regenanlage, drei Stroboskope für Blitzeffekte, pyrotechnische Effekte wie Explosionen, Feuerwerkskörper usw., einen gewölbten Himmel (1800 m²) aus Aluminiumblechen, an dem Sonne, Mond und Sterne auf- und untergehen können, vier Zugänge für Fahrzeuge und Pferde, zwei für Fußgänger und Pferde, zwei nur für Fußgänger, sowie eine Sprinkleranlage für Pferdeshows.
An Licht- und Projektionstechnik verfügt die Halle über 420 Scheinwerfer mit einer Gesamtleistung von 830.000 Watt in allen Farben, sechs Golden Scans, zwei Verfolgerspots und drei Beamer für Breitband-Projektionen an der Hallendecke.
Die Tontechnik stellt eine Mikrofonanlage mit 14 drahtlosen Mikrofonen, die in der Tonregie mit Effekten und Musik abgemischt werden. Die Beschallungsanlage wurde 2014 erneuert und durch moderne Line Arrays in Left-/Center-/Right-Anordnung ersetzt. Für den Tieftonbereich wurden drei Subwoofer mit je zwei 18″-Tieftönern verbaut. Abgemischt werden alle Signale über ein digitales Mischpult.
Mit einer Breite von 60 Metern, einer Tiefe von 15 Metern und 13 ansteigenden Reihen bietet die Tribüne der Halle insgesamt 1300 Plätze. Durch einfahrbare Teile ist eine Reduktion auf 700 Plätze möglich. Bei Tagungsbestuhlung an Tischen oder für die Dinnershows verbleiben 500 Plätze.

### Western Saloon

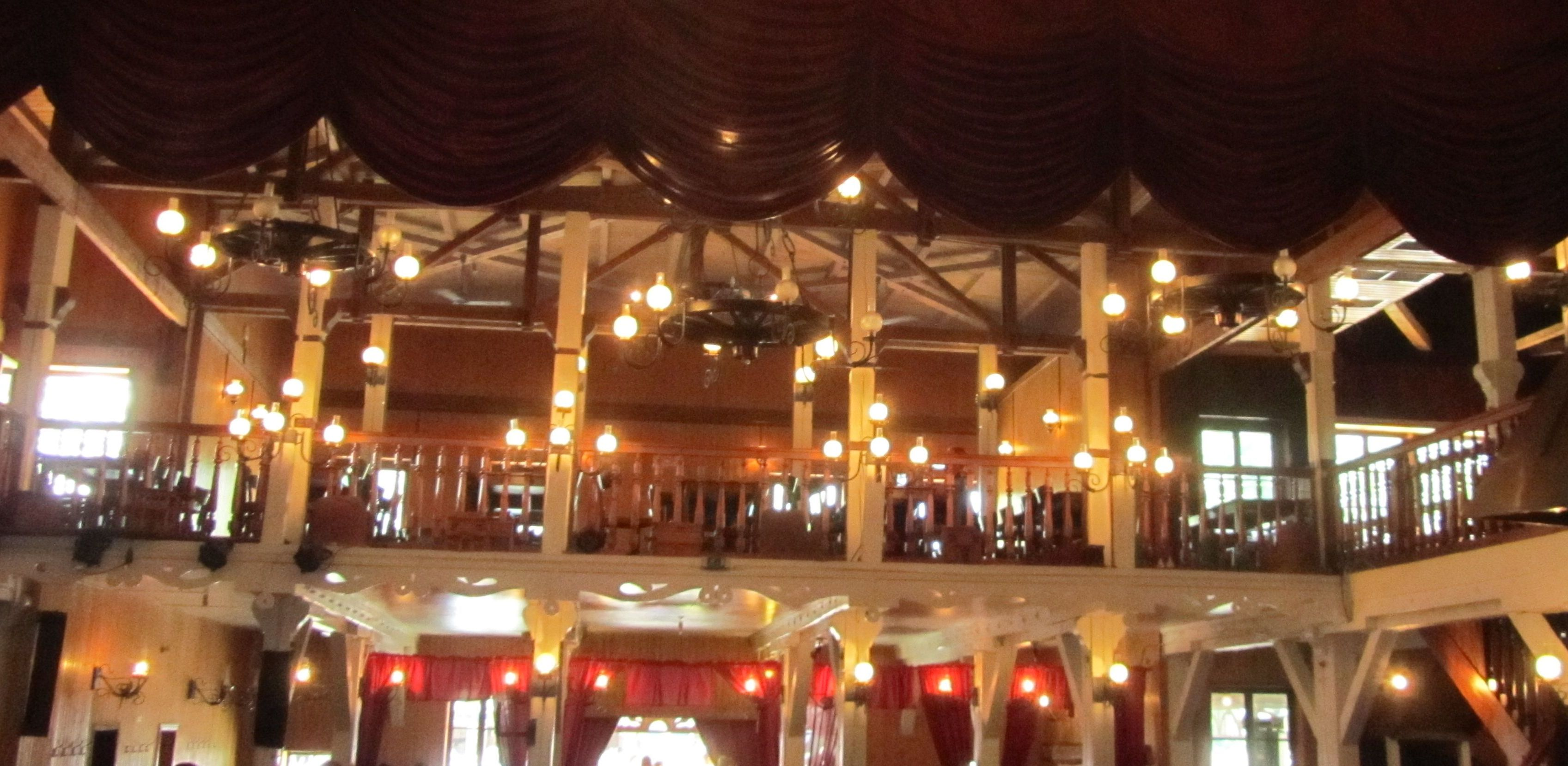
Western Saloon beim Elspe Festival

Der Saloon stand im Original in Bisbee, Arizona. In Elspe wurde er originalgetreu nachgebaut. Mit seinen 450 Sitzplätzen auf zwei Etagen, zwei Bühnen und einer 16 m langen Theke war er schon oft Kulisse für Film- und Fernsehproduktionen. Im Jahr 2012 wurde die Fassade des Saloons nach 40 Jahren komplett erneuert.

## Inszenierungen

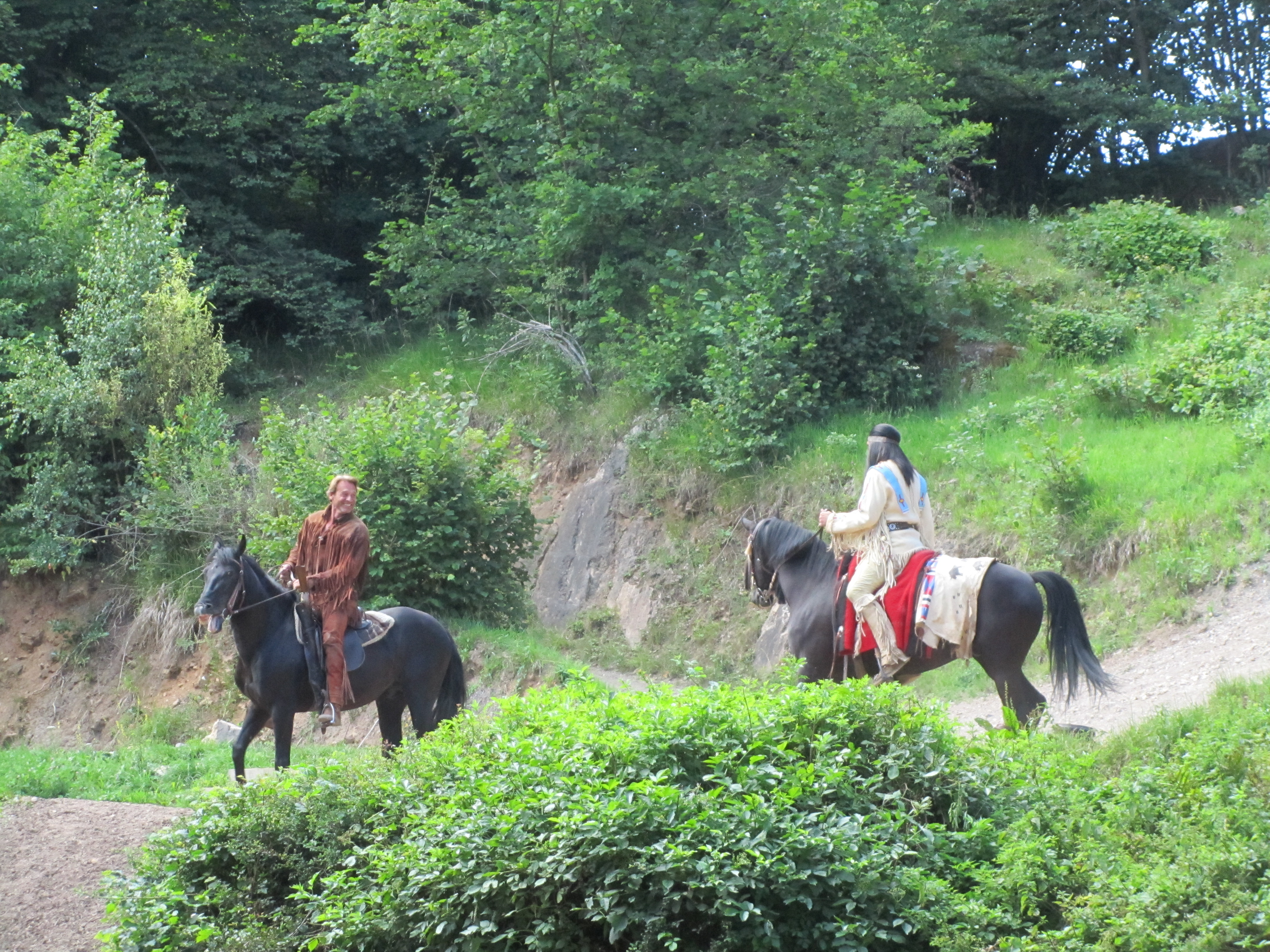
Winnetou und Old Shatterhand bei der Aufführung von „Der Schatz im Silbersee“ (2015)

| Jahr | Stück                                                         | Besucher    |
| ---- | ------------------------------------------------------------- | ----------- |
| 1950 | Wilhelm Tell                                                  | 8.421       |
| 1952 | Die Jungfrau von Orleans                                      |             |
| 1954 | Bonfazius                                                     |             |
| 1955 | Die Nibelungen                                                | 9.600       |
| 1957 | Der verlorene Sohn                                            | 6.500       |
| 1958 | Winnetou                                                      | 19.000      |
| 1959 | Der Schatz im Silbersee                                       | 19.665      |
| 1960 | In den Schluchten des Balkan                                  | 15.911      |
| 1961 | Wilhelm Tell                                                  | 6.250       |
| 1962 | Michael Kohlhaas                                              | 6.250       |
| 1963 | Dreizehnlinden                                                | 11.060      |
| 1964 | Hadschi Halef Omar                                            | 17.500      |
| 1965 | Der Ölprinz                                                   | 14.867      |
| 1966 | Old Surehand                                                  | 15.883      |
| 1967 | Winnetou                                                      | 20.068      |
| 1968 | Der Schatz im Silbersee                                       | 25.476      |
| 1969 | In den Schluchten des Balkan                                  | 25.003      |
| 1970 | Im Tal des Todes                                              | 29.164      |
| 1971 | Der Ölprinz                                                   | 40.412      |
| 1972 | Unter Geiern                                                  | 54.324      |
| 1973 | Der Schatz im Silbersee                                       | 54.324      |
| 1974 | Halbblut                                                      | 104.276     |
| 1975 | Im Tal des Todes                                              | 145.632     |
| 1976 | Der Ölprinz                                                   | 252.602     |
| 1977 | Der Schatz im Silbersee                                       | 326.453     |
| 1978 | Winnetou I                                                    | 392.663     |
| 1979 | Winnetou II                                                   | 387.092     |
| 1980 | Winnetou III                                                  | 404.758     |
| 1981 | Im Tal des Todes                                              | 301.675     |
| 1982 | Der Schatz im Silbersee                                       | 351.061     |
| 1983 | Der Ölprinz                                                   | 336.744     |
| 1984 | Winnetou I                                                    | 366.829     |
| 1985 | Winnetou II                                                   | 311.100     |
| 1986 | Winnetou III                                                  | 339.429     |
| 1987 | Der Schatz im Silbersee                                       | 251.188     |
| 1988 | Der Schatz im Silbersee (Vorsaison) / Der Ölprinz             | 276.133     |
| 1989 | Der Schatz im Silbersee                                       | 194.622     |
| 1990 | Der Ölprinz (Vorsaison) / Unter Geiern                        | 233.712     |
| 1991 | Im Tal des Todes                                              | 228.680     |
| 1992 | Halbblut                                                      | 236.860     |
| 1993 | Winnetou I                                                    | 229.263     |
| 1994 | Der Ölprinz / Der Schatz im Silbersee (Showhalle)             | 210.981     |
| 1995 | Unter Geiern                                                  | 190.356     |
| 1996 | Der Schatz im Silbersee                                       | 204.732     |
| 1997 | Winnetous letzter Kampf                                       | 199.051     |
| 1998 | Im Tal des Todes                                              | 200.632     |
| 1999 | Halbblut – Die letzte Schlacht im Fort Grant                  | 176.727     |
| 2000 | Winnetou I                                                    | 195.313     |
| 2001 | Der Ölprinz                                                   | 184.221     |
| 2002 | Unter Geiern                                                  | 208.481     |
| 2003 | Der Schatz im Silbersee                                       | 191.149     |
| 2004 | Im Tal des Todes                                              | 172.998     |
| 2005 | Halbblut – Der letzte Kampf um Fort Grant                     | 169.809     |
| 2006 | Winnetou I                                                    | 171.124     |
| 2007 | Der Ölprinz                                                   | 177.910     |
| 2008 | Unter Geiern                                                  | 186.303     |
| 2009 | Der Schatz im Silbersee                                       | 208.932     |
| 2010 | Im Tal des Todes                                              | 199.525     |
| 2011 | Winnetou und das Halbblut – Die letzte Schlacht um Fort Grant | 166.822     |
| 2012 | Winnetou I – Die Geschichte einer großen Freundschaft         | 209.164     |
| 2013 | Der Ölprinz – Schwarzes Gold am Gloomy Water                  | 201.724     |
| 2014 | Unter Geiern – Der Geist des Llano Estacado                   | 203.457     |
| 2015 | Der Schatz im Silbersee                                       | 201.038     |
| 2016 | Im Tal des Todes                                              | ca. 205.000 |
| 2017 | Winnetou I – Die Geschichte einer großen Freundschaft         | 214.000     |
| 2018 | Winnetou II – Der Kampf um Öl                                 | 219.000     |
| 2019 | Winnetou III – Winnetous letzter Kampf                        | 216.000     |
| 2020 | Der Ölprinz – Schwarzes Gold am Gloomy Water                  | abgesagt    |
| 2021 | Der Ölprinz – Schwarzes Gold am Gloomy Water                  | 80.000      |
| 2022 | Der Schatz im Silbersee                                       | 199.001     |
| 2023 | Unter Geiern                                                  | 200.000     |
| 2024 | Winnetou und das Halbblut – Ein Kampf auf Leben und Tod       |             |
| 2025 | Winnetou und Old Firehand – Im Tal des Todes                  |             |